# Dolina Zadnia Krzemienna
Dolina Zadnia Krzemienna (słow. Zadná Kremenná dolina) – dolinka w masywie Osobitej w słowackich Tatrach Zachodnich. Opada spod Rzędowego Zwornika (1589 m) w północnym kierunku i tuż po południowo-wschodniej stronie przełęczy Borek, na wysokości około 980 m uchodzi do Doliny Mihulczej. Jej zbocza tworzą dwie granie odchodzące od Rzędowego Zwornika: orograficznie prawe zbocze tworzą Przednie Rzędowe Skały, lewe jego grań północno-wschodnia i jej północna odnoga odgałęziająca się powyżej przełęczy nad Krzemienną. Ujście doliny jest bardzo wąskie i ciasne, cała dolina jest wąska i długa, górą nieco rozszerza się.
Dolina Zadnia Krzemienna jest jedną z trzech położonych obok siebie Dolin Krzemiennych. Pozostałe to Dolina Pośrednia Krzemienna i Dolina Przednia Krzemienna. Jest w większości zalesiona, ale w jej dolnej części znajdują się dwie polany. Dnem doliny prowadzi droga leśna. U podnóża Przednich Rzędowych Skał znajduje się Jaskinia Janosiowa.